# Simon Keenlyside
Sir Simon Keenlyside (Londra, 3 agosto 1959) è un baritono inglese.
Secondo la critica, Simon Keenlyside è in possesso di una voce duttile, capace di adattarsi a molteplici repertori, e di una sensibilità scenica tali da farne uno dei baritoni di riferimento nell'attuale panorama lirico.

## Biografia
È figlio di Raymond, violinista del Quartetto d'archi Aeolian Quartet.
Ha studiato zoologia, a Cambridge.
Keenlyside ha fatto il suo debutto operistico presso l'Opera di Amburgo nel ruolo del Conte di Almaviva ne Le nozze di Figaro nel 1988.

### Anni '90
Al Royal Opera House, Covent Garden di Londra debutta nel 1990 come Ping in Turandot diretto da Colin Davis con Robert Lloyd e Gwyneth Jones.
Per il Glyndebourne Festival Opera nel 1993 è Don Giovanni (opera) nel Sadlers Wells di Borgo londinese di Islington, nel Theatre Royal di Norwich, nel Theatre Royal di Plymouth, nel Palace Theatre di Manchester e nel Mayflower di Southampton.
Al Grand Théâtre di Ginevra nel 1993 è Papageno in Die Zauberflöte e nel 1995 tiene un recital con musiche di Rachmaninoff, Brahms, Strauss, Barber, Ives e Rorem.
Negli Stati Uniti debutta nel 1993 al San Francisco Opera come Olivier in Capriccio (Strauss) diretto da Donald Runnicles con Kiri Te Kanawa e Tatiana Troyanos.
Ancora al Covent Garden nel 1995 è Guglielmo in Così fan tutte con Bruce Ford, Thomas Allen e Susan Graham ed il Conte Almaviva ne Le nozze di Figaro diretto da Bernard Haitink con Cheryl Studer, Barbara Bonney e Ferruccio Furlanetto.
All'Opéra National de Paris debutta nel 1995 come Papageno in Die Zauberflöte.
Al Teatro alla Scala di Milano debutta il 7 dicembre 1995 come Papageno in Die Zauberflöte diretto da Riccardo Muti con Andrea Rost e Viktorija Luk"janec' nella serata d'inaugurazione della stagione d'opera ripreso dalla RAI.
Al Metropolitan Opera House di New York debutta nel 1996 come Belcore ne L'elisir d'amore con Carlo Rizzi (direttore d'orchestra), la Bonney, Roberto Alagna e Paul Plishka.
Nel frattempo, nel 1996, ha cantato a Ginevra in Hamlet (opera) con Natalie Dessay, Marcello ne La bohème a Londra e Guglielmo in Così fan tutte a Parigi diretto da Jeffrey Tate ed a Glyndebourne diretto da Franz Welser-Möst con la London Philharmonic, nel 1997 a San Francisco (Pelleas) in Pelléas et Mélisande (opera) con Frederica von Stade, a Londra Belcore ne L'elisir d'amore con Angela Gheorghiu, alla Scala (Conte Almaviva diretto da Muti con Barbara Frittoli e Bryn Terfel), Sydney (Figaro), Berlino (Figaro) e Ferrara (Don Giovanni sotto Claudio Abbado).
Nel 1998 ritorna alla Scala (Papageno) e tiene un recital, al Metropolitan Opera (Olivier in Capriccio con Andrew Davis e la Te Kanawa e Marcello) e Parigi (Dandini ne La Cenerentola diretto da Bruno Campanella con Rockwell Blake, Enzo Dara e Sonia Ganassi).
Nel 1999 a Parigi è Prince Eletski ne La dama di picche (opera) con Helga Dernesch e Karita Mattila, alla Scala Ubalde nella prima di Armide (Gluck) diretto da Muti con Anna Caterina Antonacci, Giuseppe Filianoti, Juan Diego Flórez e Violeta Urmana e tiene un recital a Ginevra con musiche di Schumann, Schubert, Wolf, Strauss, Debussy, Fauré, Poulenc e Tosti.
Alla Staatsoper di Vienna fece il suo debutto nel 1999 come Marcello ne La bohème (poi Figaro ne Il barbiere di Siviglia (Rossini) con Florez e Stefania Bonfadelli), al Festival di Salisburgo debutta con Das Lied von der Erde diretto da Kent Nagano, alla Bayerische Staatsoper (Marcello e Wolfram) ed ha cantato il suo primo Orfeo a Bruxelles, Londra e al Aix-en-Provence Festival.

### Anni 2000
Nel 2000 a Ginevra è Pelléas in Pelléas et Mélisande con José van Dam, al Metropolitan Marcello ne La bohème con Ainhoa Arteta, al Covent Garden Billy Budd (opera) ed a Salisburgo canta la Messa in Si minore diretto da Muti con i Wiener Philharmoniker e Sylvia McNair ed è Guglielmo in Così fan tutte con la Mattila.
Nel 2001 a Londra è Ford in Falstaff con Bernadette Manca di Nissa, al Met Papageno in Die Zauberflöte con Kurt Moll, alla Scala tiene un recital ed è Belcore nella prima di L'elisir d'amore con Patrizia Ciofi ed a Vienna il Conte Almaviva ne Le nozze di Figaro diretto da Muti che fino al 2014 impersonerà in ventidue occasioni viennesi.
Nel 2002 a Londra è il protagonista di Don Giovanni (opera) diretto da Charles Mackerras con Ildebrando D'Arcangelo ed Ana María Martínez, a Vienna Billy Budd ed a Salisburgo Papageno in Die Zauberflöte con Diana Damrau, la Bonney ed Anja Harteros, tiene un recital con il mezzosoprano Angelika Kirchschlager e canta in Thamos, re d'Egitto e nel Requiem (Fauré) con Magdalena Kožená.
Ancora a Londra nel 2003 è Papageno in Die Zauberflöte con la Damrau e Prince Hamlet in Hamlet e nel 2004 Prospero in The tempest di Thomas Adès diretto dal compositore e Valentin in Faust (Gounod) diretto da Antonio Pappano con Alagna, Terfel e la Gheorghiu.
A Parigi nel 2004 è Pelléas in Pelléas et Mélisande.
Nel 2005 a Vienna è Papageno in Die Zauberflöte ed a Londra Winston Smith nella prima assoluta di 1984 (opera) diretto dal compositore e Abayaldos in Dom Sébastien.
Nel 2006 a Vienna è Don Giovanni e Rodrigo in Don Carlo con Matti Salminen e José Cura.
Nel 2007 a Londra è Pelléas in Pelléas et Mélisande diretto da Simon Rattle ed Oreste in Iphigénie en Tauride ed al Metropolitan il Conte Almaviva ne Le nozze di Figaro con Terfel.
Nel 2008 a Londra è Rodrigo in Don Carlo con Rolando Villazón ed a Parigi Wozzeck.
Nel 2009 a Vienna è Evgenij Onegin diretto da Seiji Ozawa con Ramón Vargas e Macbeth (opera) ed a Londra canta nel War Requiem di Benjamin Britten raggiungendo 160 recite londinesi.

### Anni 2010
Nel 2010 a Ginevra tiene un recital con musiche di Gabriel Fauré, Maurice Ravel (Histoires Naturelles) e Robert Schumann (Dichterliebe), alla Scala tiene un recital, al Met è Hamlet con Jennifer Larmore e Rodrigo in Don Carlo con Alagna ed a Vienna Giorgio Germont ne La traviata.
Nel 2011 a Salisburgo è il Conte di Almaviva ne Le nozze di Figaro con l'Orchestra of the Age of Enlightenment e canta Winterreise e nel 2012 al Met è Prospero in The Tempest.
Nel 2013 a Vienna è Wozzeck diretto da Franz Welser-Möst e Rigoletto raggiungendo 83 recite viennesi. 
Sempre nello stesso anno è Wozzeck anche al Teatro Real di Madrid, Giorgio Germont ne La traviata con Joseph Calleja, Don Giovanni e Wozzeck a Monaco di Baviera, Macbeth e Giorgio Germont ne La traviata al Deutsche Oper Berlin e Wozzeck a Londra.
Nel 2014 è Giorgio Germont ne La traviata a Londra e Macbeth a Monaco di Baviera diretto da Paolo Carignani con Anna Netrebko.
Nel 2015 canta a Monaco come Rodrigo in Don Carlo e Ford nel Falstaff di Verdi, per poi cantare ancora Macbeth a Tokyo. 
Nel 2016 canta ancora a Monaco in Un ballo in maschera e fa il suo debutto nel mondo del musical interpretando Fagin in Oliver! a West Horsley. Sempre nel 2016 è Don Giovanni al Metropolitan Opera House, il Conte di Almaviva alla Scala e Macbeth alla Wiener Staatsoper.
Nel 2017 canta Don Giovanni a Vienna, Bilbao e Zurigo, e Tonio in Pagliacci alla Royal Opera House.
Nel 2018 è Rigoletto a Berlino, Monaco, Bratislava e Parigi, Don Giovanni a Ginevra, Ford nel Falstaff alla Royal Opera House e Germont ne La traviata alla Wiener Staatsoper.
Nel 2019 è ancora Ford alla Wiener Staatsoper, Don Giovanni a Monaco, il Conte di Almaviva alla Royal Opera House, Rodrigo in Don Carlo alla Wiener Staatsoper, Rigoletto a Monaco, Golaud in Pelléas et Mélisande ad Amburgo e Germont alla Royal Opera House.

### Anni 2020
Nel 2020 è Wozzeck e Macbeth a Monaco, mentre nel 2021 è Germont alla Bayerische Staatsoper, il conte di Almaviva alla Scala, Rodrigo in Don Carlo a Rodrigo, Macbeth a Monaco e alla Royal Opera House.
Ha lavorato con prestigiosi direttori d'orchestra come Zubin Mehta (con la Filarmonica di Israele), Claudio Abbado (con la Chamber Orchestra of Europe e la Filarmonica di Berlino) e Simon Rattle (con la City of Birmingham Symphony Orchestra).

### Vita privata
È sposato con la ballerina spagnola Zenaida Yanowsky dal 2006.

## Repertorio
| Ruolo                         | Titolo                         | Autore           |
| ----------------------------- | ------------------------------ | ---------------- |
| Prospero                      | The tempest                    | Adès             |
| Wozzeck                       | Wozzeck                        | Berg             |
| Morales                       | Carmen                         | Bizet            |
| Ned Keene                     | Peter Grimes                   | Britten          |
| Tarquinius                    | The Rape of Lucretia           | Britten          |
| Billy Budd Donald             | Billy Budd                     | Britten          |
| Traveller                     | Curlew River                   | Britten          |
| Evgenij Onegin                | Evgenij Onegin                 | Čajkovskij       |
| Mercurio                      | La Calisto                     | Cavalli          |
| Golaud                        | Pelléas et Mélisande           | Debussy          |
| Belcore                       | L'elisir d'amore               | Donizetti        |
| Abayaldos                     | Dom Sébastien                  | Donizetti        |
| Ubalde                        | Armide                         | Gluck            |
| Oreste                        | Iphigénie en Tauride           | Gluck            |
| Valentin Wagner               | Faust                          | Gounod           |
| Mercutio                      | Roméo et Juliette              | Gounod           |
| Silvio Tonio                  | Pagliacci                      | Leoncavallo      |
| Orfeo                         | L'Orfeo                        | Monteverdi       |
| Conte d'Almaviva              | Le nozze di Figaro             | Mozart           |
| Don Giovanni                  | Don Giovanni                   | Mozart           |
| Guglielmo                     | Così fan tutte                 | Mozart           |
| Papageno                      | Die Zauberflöte                | Mozart           |
| Marcello Schaunard            | La bohème                      | Puccini          |
| Ping                          | Turandot                       | Puccini          |
| Figaro Fiorello               | Il barbiere di Siviglia        | Rossini          |
| Dandini                       | La Cenerentola                 | Rossini          |
| Falke                         | Die Fledermaus                 | Strauss, Johann  |
| Arlecchino                    | Ariadne auf Naxos              | Strauss, Richard |
| Olivier                       | Capriccio                      | Strauss, Richard |
| Hamlet                        | Hamlet                         | Thomas           |
| Macbeth                       | Macbeth                        | Verdi            |
| Rigoletto                     | Rigoletto                      | Verdi            |
| Giorgio Germont               | La traviata                    | Verdi            |
| Renato                        | Un ballo in maschera           | Verdi            |
| Rodrigo Un deputato fiammingo | Don Carlo                      | Verdi            |
| Montano                       | Otello                         | Verdi            |
| Ford                          | Falstaff                       | Verdi            |
| Wolfram von Eschenbach        | Tannhäuser                     | Wagner           |
| Un timoniere                  | Tristan und Isolde             | Wagner           |
| Un guardiano notturno         | Die Meistersinger von Nürnberg | Wagner           |

## Discografia parziale
Per la EMI Classics, Simon Keenlyside ha inciso due dischi, interpretando opere di Schubert e Strauss, diretto da Sir Simon Rattle.
- Mozart, Don Giovanni - Abbado/Europe CO/Keenlyside, 1997 Deutsche Grammophon
- Mozart, Le Nozze di Figaro - Gens/Ciofi/Kirchschlager/Regazzo/Keenlyside/McLaughlin/van Rensburg/Abete/Rial/Concerto Köln/René Jacobs, Harmonia Mundi - Grammy Award for Best Opera Recording 2005
- Songs of War - Simon Keenlyside/Malcolm Martineau, 2011 Sony
- Schumann: The Complete Songs, Vol. 2 – Simon Keenlyside/Graham Johnson, 1998 Hyperion
- Britten: War Requiem - Gianandrea Noseda/Ian Bostridge/Simon Keenlyside/Sabina Cvilak/London Symphony Orchestra/Choir of Eltham College/London Symphony Chorus, 2012 LSO
- Schumann: Dichterliebe; Brahms: Lieder - Simon Keenlyside/Malcolm Martineau, 2009 Sony
- My Heart Alone - Angelika Kirchschlager/Tonkünstlerorchester Niederösterreich/Simon Keenlyside, 2007 SONY BMG
- Tales of Opera - Münchner Rundfunkorchester/Simon Keenlyside/Ulf Schirmer, 2006 SONY BMG
- Schubert - Malcolm Martineau/Simon Keenlyside, 2003 Warner

## DVD parziale
- Adès, The Tempest - Adès/Keenlyside/Luna/Met, 2012 Deutsche Grammophon - Grammy Award for Best Opera Recording 2014